# نچرال موشن
نچرال موشن (انگلیسی: NaturalMotion) شرکت بازی ویدئویی بریتانیایی است، که در سال ۲۰۰۱ تأسیس شد.